# Даруа
Даруа (фр. Darois) насеље је и општина у источном делу централне Француске у региону Бургоња, у департману Златна обала која припада префектури Дижон.
По подацима из 2011. године у општини је живело 439 становника, а густина насељености је износила 54,06 становника/km². Општина се простире на површини од 8,12 km². Налази се на средњој надморској висини од 495 метара (максималној 542 m, а минималној 340 m).

## Демографија
| 1962. | 1968. | 1975. | 1982. | 1990. | 1999. | 2011. |
| ----- | ----- | ----- | ----- | ----- | ----- | ----- |
| 58    | 94    | 163   | 272   | 313   | 352   | 439   |

График промене броја становника у току последњих година